# Tampere Open 2022
Il Tampere Open 2022 è stato un torneo maschile di tennis professionistico. È stata la 40ª edizione del torneo, facente parte della categoria Challenger 80 nell'ambito dell'ATP Challenger Tour 2022, con un montepremi di 45 730 €. Si è svolto dal 18 al 24 luglio 2022 sui campi in terra rossa del Tampere Tennis Center di Tampere, in Finlandia.

## Partecipanti

### Teste di serie
| Nazionalità | Giocatore              | Ranking* | Testa di serie |
| ----------- | ---------------------- | -------- | -------------- |
| Argentina   | Juan Manuel Cerúndolo  | 114      | 1              |
| Germania    | Mats Moraing           | 133      | 2              |
| Germania    | Maximilian Marterer    | 145      | 3              |
| Austria     | Jurij Rodionov         | 151      | 4              |
| Ungheria    | Zsombor Piros          | 168      | 5              |
| Argentina   | Thiago Agustín Tirante | 170      | 6              |
| Bulgaria    | Dimitar Kuzmanov       | 171      | 7              |
| Italia      | Alessandro Giannessi   | 182      | 8              |

* Ranking all'11 luglio 2022.

### Altri partecipanti
I seguenti giocatori hanno ricevuto una wild card per il tabellone principale:
- Leo Borg
- Patrik Niklas-Salminen
- Eero Vasa

I seguenti giocatori sono entrati in tabellone come alternate:
- Lucas Miedler
- Otto Virtanen

I seguenti giocatori sono passati dalle qualificazioni:
- Juan Bautista Torres
- Moez Echargui
- Luigi Sorrentino
- Arthur Fils
- Clement Tabur
- Harold Mayot

Il seguente giocatore è entrato in tabellone come lucky loser:
- João Domingues

## Campioni

### Singolare
Zsombor Piros ha sconfitto in finale  Harold Mayot con il punteggio di 6–2, 1–6, 6–4.

### Doppio
Alexander Erler /  Lucas Miedler hanno sconfitto in finale  Karol Drzewiecki /  Patrik Niklas-Salminen con il punteggio di 7–6(3), 6–1.